# Fomboni
Fomboni è la terza più grande città delle Comore.
Fomboni è anche la capitale e la più grande città dell'isola di Mohéli.